# Купшень
Купшень, Купшені (рум. Cupșeni) — село у повіті Марамуреш в Румунії. Адміністративний центр комуни Купшень.
Село розташоване на відстані 383 км на північний захід від Бухареста, 29 км на південний схід від Бая-Маре, 88 км на північ від Клуж-Напоки.

## Населення
За даними перепису населення 2002 року у селі проживали 829 осіб, усі — румуни. Усі жителі села рідною мовою назвали румунську.